# Light of Day
Light of Day es una película musical estadounidense estrenada en el año 1987, protagonizada por Michael J. Fox, Joan Jett y Gena Rowlands y dirigida por Paul Schrader.

## Sinopsis
Fox y Jett interpretan a un hermano y una hermana que son líderes de una banda de rock, The Barbusters, en Cleveland, Ohio. La hermana, Patti Rasnick, es una madre soltera y tiene una relación problemática con su propia madre, que es profundamente religiosa. Alejada de sus padres y luchando para llegar a fin de mes, Patti decide zambullirse de cabeza en el estilo de vida despreocupado de la música rock. El hermano, Joe Rasnick, se aleja de la música rock para proporcionar algo de estabilidad a su joven sobrino. Se necesita una crisis familiar para llevar a Patti a casa y obligarla a enfrentar el pasado con su madre.

## Reparto
| Actor             | Personaje        |
| ----------------- | ---------------- |
| Michael J. Fox    | Joe Rasnick      |
| Gena Rowlands     | Jeanette Rasnick |
| Joan Jett         | Patti Rasnick    |
| Michael McKean    | Bu Montgomery    |
| Thomas G. Waites  | Smittie          |
| Cherry Jones      | Cindy Montgomery |
| Michael Dolan     | Gene Bodine      |
| Paul J. Harkins   | Billy Tettore    |
| Billy L. Sullivan | Benji Rasnick    |
| Jason Miller      | Benjamin Rasnick |
| Tom Irwin         | Reverendo Ansley |
| Michael Rooker    | Oogie            |
| Jerry Gideon      | Sean             |
| Yvette Heyden     | Laurie           |
| Del Close         | Dr. Natterson    |
| Ray Bradford      | Dr. Gould        |